# Eric Heiden
Eric Heiden (Madison, 14 de junio de 1958) es un patinador estadounidense retirado que logró cinco medallas de oro olímpicas en los Juegos Olímpicos de Lake Placid en 1980, además de batir cuatro récord olímpicos y uno mundial durante dichos Juegos. Heiden fue el atleta más laureado de esos Juegos Olímpicos, ganando él solo más medallas de oro que todas las naciones excepto la Unión Soviética (10) y la República Democrática Alemana (9). Es el deportista olímpico de invierno más laureado de una sola edición de unos Juegos Olímpicos de Invierno. Pronunció el Juramento del Atleta en esos mismos Juegos de 1980. Su entrenadora fue Dianne Holum.
Nació en Madison, Wisconsin, y es un icono del patinaje de velocidad mundial, sobre todo en Europa. Es considerado como el patinador más completo de la historia, puesto que logró victorias en carreras tanto de corta como de larga distancia. Heiden es un icono en la comunidad del patinaje de velocidad. Sus victorias son significativas, ya que pocos patinadores de velocidad (y atletas en general) han ganado competiciones tanto en pruebas de velocidad como de larga distancia. Heiden es el único atleta en la historia del patinaje de velocidad que ha ganado las cinco pruebas en un único torneo olímpico y el único que ha ganado una medalla de oro en todas las pruebas. Algunos lo consideran el mejor patinador de velocidad en general (distancias cortas y largas) de la historia de este deporte. Heiden ocupa el puesto 46 en la lista de ESPN's SportsCentury 50 Mejores Atletas del Siglo XX de ESPN en 1999, siendo el único patinador de velocidad en figurar en la lista. En 2000, un periódico holandés lo calificó como el mejor patinador de la historia.

## Primeros años, educación y familia
Heiden nació en Madison, Wisconsin, el 14 de junio de 1958. Su padre, Jack Heiden, fue durante mucho tiempo cirujano ortopédico en Madison. Su hermana, Beth Heiden, también fue una consumada ciclista, patinadora de velocidad y esquiadora de fondo. En su ciudad natal, Shorewood Hills, Wisconsin (un suburbio de Madison), Eric y su hermana Beth fueron los impulsores de la creación de la Heiden Haus, un pequeño puesto donde los niños de la zona podían calentarse después de patinar o jugar al hockey en la pista de hielo (con plataforma de tierra batida subterránea). Se graduó en el Madison West High School en 1976.
Tras iniciar sus estudios universitarios en la Universidad de Wisconsin-Madison, Heiden se trasladó a la Universidad de California en San Diego y, posteriormente, a la Universidad Stanford en California, donde se licenció en 1984 y se doctoró en 1991.

## Vida personal
Heiden conoció a su compañera Karen Drews mientras estudiaban en Stanford, y se casaron en 1995. Karen es cirujana de manos. Tienen una hija, Zoe, nacida en 2001.
A Heiden le ofrecieron muchas oportunidades de patrocinio después de su actuación récord en los Juegos Olímpicos de Invierno de 1980, pero rechazó la mayoría de ellas, alegando que tenía suficiente dinero y que prefería el anonimato.
A varios ex medallistas de oro estadounidenses, entre ellos Heiden, se les pidió que participaran en las ceremonias de los Juegos Olímpicos de Invierno de 2002 celebrados en Salt Lake City, Utah, pero Heiden declinó el ofrecimiento después de que no se le concediera el honor de encender la antorcha olímpica. El equipo de 1980 U.S. Hockey Team, que ganó la medalla de oro en los juegos de 1980, recibió el honor en su lugar. Heiden dijo en 2009: «Probablemente fui demasiado testarudo. Pensé que si no apreciaban lo que hice como patinador, si no apreciaban ahora lo que estoy haciendo como ser humano, preferiría pasar el rato con mis amigos y verlo. No pretendía menospreciar al equipo olímpico de hockey de ninguna manera». 

## Carrera como patinador de velocidad
Durante su corta carrera deportiva ganó tres veces el Campeonato del mundo y cuatro veces el Campeonato del mundo de sprint.
Batió en tres ocasiones el récord del mundo de 1.000 m, en dos el de 3.000 y una vez tanto el de 1.500 como el de 10.000.
Heiden puso fin a su carrera tras finalizar en segunda posición en los Campeonatos del mundo de 1980 celebrados en Heerenveen, tras Hilbert van der Duim. Heiden fue premiado en cuatro ocasiones con el premio Oscar Mathisen, desde 1977 a 1980. En 1983 fue incluido en el salón de la fama del deporte olímpico de Estados Unidos.

## Récords del mundo

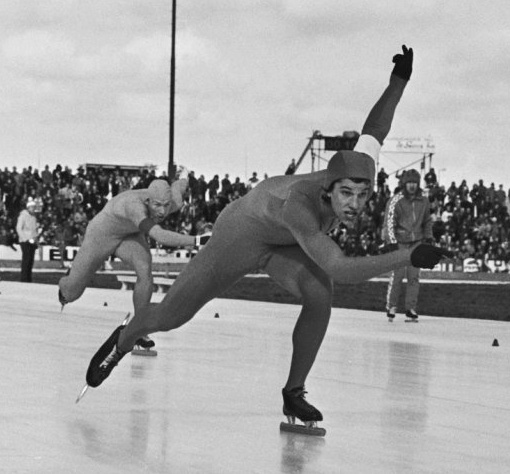
Eric Heiden en 1977.

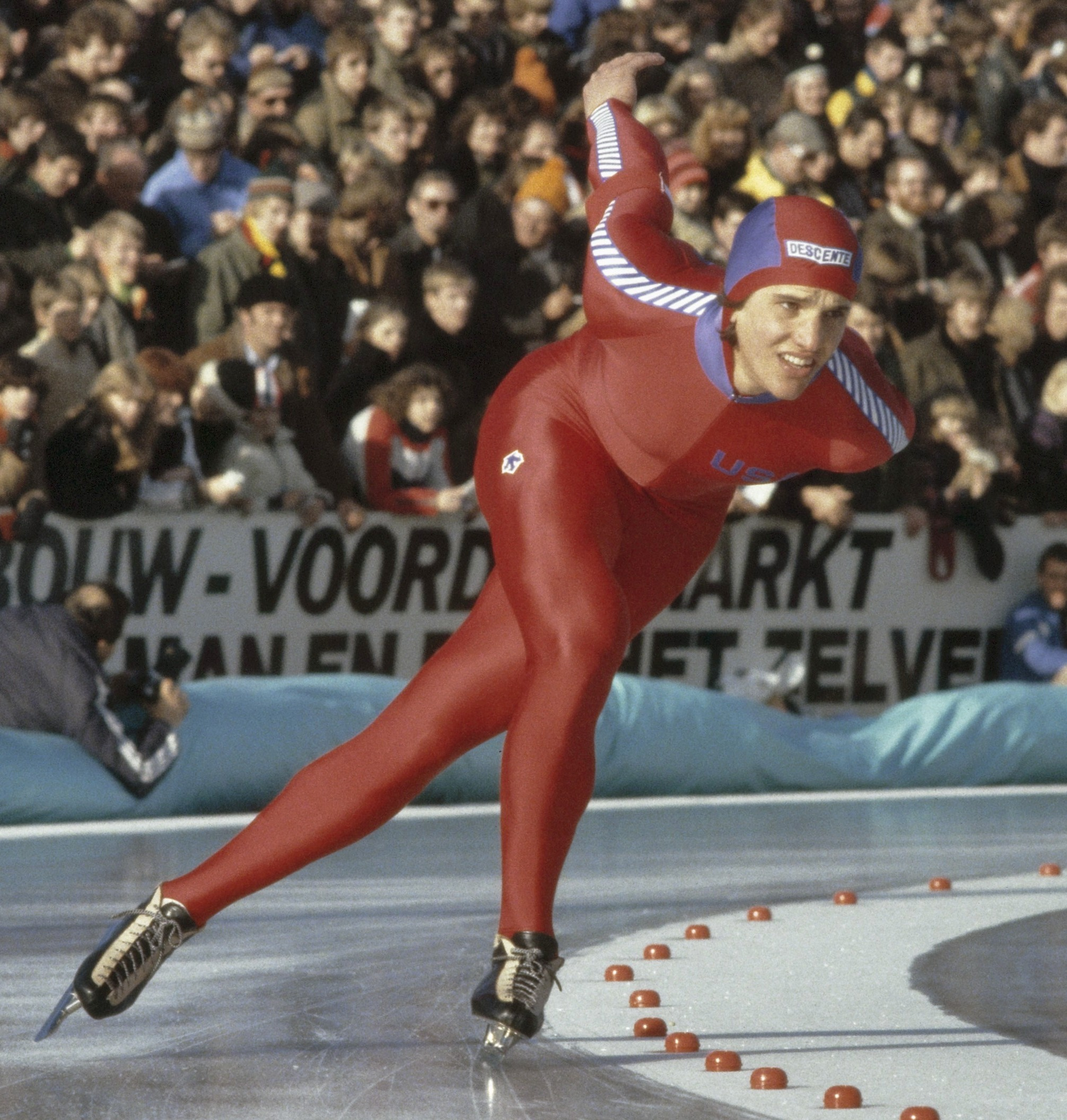
Eric Heiden en 1980.

A lo largo de su carrera Heiden superó 15 marcas mundiales:
- 1.500 m júnior, 2:02.75 (18 de enero de 1976, Madonna di Campiglio; batido por él mismo)
- 5.000 m júnior, 7:30.23 (20 de febrero de 1977, Inzell; batido por él mismo)
- 1.500 m júnior, 1:59.46 (20 de febrero de 1977; batido por Aleksandr Klimov el 24 de marzo de 1983)
- Allround júnior, 168.716 (19 y 20 de febrero de 1977, Inzell; batido por él mismo)
- 3.000 m júnior, 4:16.2 (4 de febrero de 1977, Montreal; batido por Tomas Gustafson el 26 de enero de 1980)
- Allround júnior, 166.584 (4 y 5 de febrero de 1977, Montreal; batido por Aleksandr Klimov el 24 de marzo de 1983)
- 5.000 m júnior, 7:23.54 (5 de febrero de 1978, Montreal; batido por Tomas Gustafson el 27 de enero de 1980)
- 3.000 m, 4:07.00 (2 de marzo de 1978, Inzell; batido por él mismo)
- 1.000 m, 1:14.99 (12 de marzo de 1978, Savalen; batido por el mismo)
- 1.000-m, 1:13.60 (13 de enero de 1980, Davos; batido por Gaetan Boucher el 31 de enero de 1981)
- Allround, 162.973 (10 y 11 de febrero de 1980, Bislett, Oslo; batido por Viktor Shasherin, entre el 25 y 26 de marzo de 1983)
- 3.000-m, 4:06.91 (18 de marzo de 1979, Savalen; batido por Dmitri Ogloblin el 28 de marzo de 1979)
- Sprint, 150.250 (12 y 13 de enero de 1980, Davos; batido por Gaetan Boucher entre el 30 y 31 de enero de 1980)
- 1.500-m, 1:54.79 (19 de enero de 1980, Davos; batido por Igor Zhelezovski el 26 de marzo de 1983)
- 10.000-m, 14:28.13 (23 de febrero de 1980, Lake Placid; batido por Dmitri Ogloblin el 29 de marzo de 1980)

## Carrera deportiva en ciclismo
Después de sus éxitos olímpicos en Lake Placid, Eric Heiden se mudó de su estado natal de Wisconsin a Stanford, California, y se dedicó al ciclismo en la década de 1980. Primero probó suerte durante un corto tiempo como ciclista entrenamiento antes de competir en ciclismo de ruta durante varios años. Su hermana Beth también se pasó a la bicicleta y se convirtió en campeona mundial de carretera en 1980. Para Eric Heiden, el cambio estuvo asociado con grandes desafíos: Como ciclista, alcanzó un buen nivel nacional, pero no cumplió con las expectativas alimentadas por partes de la prensa estadounidense de que dominaría la bicicleta de manera similar a los patines. Aunque en parte se benefició de sus experiencias previas en patinaje de velocidad, su tipo de físico mesomórfico, sus músculos entrenados y su alto peso corporal de más de 80 kilogramos (a pesar de un bajo contenido de grasa del 4 por ciento) fueron particularmente en detrimento de su rendimiento. Además, a Heiden le faltaba inteligencia para las carreras, según su propia opinión: la capacidad de clasificar las competiciones, que a menudo duraban hasta cinco horas. Solía consumir mucha energía en la persecución de los fugitivos y llegaba agotado a los kilómetros decisivos al final de una carrera.
Heiden formó parte del equipo estadounidense 7-Eleven, fundado en 1981 por Jim Ochowicz. Su popularidad, basada en los éxitos olímpicos y la gran atención mediática asociada, ayudó al equipo a firmar contratos de patrocinio más amplios que los habituales en el ciclismo estadounidense hasta entonces. Heiden aceptó el puesto de capitán del equipo 7-Eleven sobre el papel para tener mejores oportunidades de marketing. En cambio, en la realidad, se veía sobre todo en el papel de un clásico nacional, que apoyaba a otros corredores, como el mejor esprínter del equipo Davis Phinney. El propio Heiden participó en el Campeonato Mundial de Ciclismo en Ruta de 1982 (sin terminar la carrera) y en el Campeonato Mundial de Pista UCI de 1982 (en la carrera por puntos) y en 1985, por delante de Tom Broznowski, ganó el título de campeón profesional de EE. UU. en el sprint de un grupo de carreras de ida y vuelta. A partir de 1985, 7-Eleven compitió como equipo profesional en los principales tours europeos. Heiden participó en el Giro de Italia en 1985 y ocupó el puesto 131. Un año después, comenzó en el Tour de Francia en 1986, donde el mejor resultado de etapa fue un  25.puesto en la etapa prólogo, mientras que Davis Phinney se llevó la primera victoria de etapa del Tour para 7-Eleven en la tercera etapa. En la 18.ª etapa del Tour, Pagans se estrelló en el descenso del Col du Galibier y tuvo que abandonar la carrera por una conmoción cerebral. Una década después, Heiden dijo a Sports Illustrated que el accidente había significado «prácticamente el fin de una carrera ciclista». Heiden describió su última temporada seria como ciclista en 1986. En 1987, participó en carreras aisladas, pero entonces se concentró principalmente en su entrenamiento vocacional.

### Palmarés
1985
- Campeonato de Estados Unidos en Ruta

## Carrera como médico
Heiden terminó sus estudios de medicina en la Universidad de Stanford en 1991 y la residencia de traumatología en la Universidad de California, Davis, en 1996, tras lo cual pasó un año en una clínica de medicina deportiva en Birmingham, Alabama. Regresó a California para ejercer como cirujano ortopédico en Sacramento. En esa época, también fue médico del equipo de los Sacramento Kings de la NBA y de las Sacramento Monarchs de la WNBA. En 2002, 2006, 2010 y 2014 fue médico del equipo olímpico estadounidense de patinaje de velocidad. Abrió una consulta de medicina deportiva en el Orthopedic Specialty Hospital (TOSH) de Murray (Utah) y amplió Heiden Orthopaedics con una consulta adicional en Park City (Utah).
En 2008, Heiden y Massimo Testa publicaron Faster, Better, Stronger, un libro sobre la ciencia del ejercicio y los programas de ejercicio.
En 2009, Heiden formó parte del equipo de médicos que asistió al patinador de velocidad estadounidense J.R. Celski mientras éste se recuperaba de un gravísimo accidente de patinaje de velocidad durante las pruebas olímpicas de Estados Unidos en donde tras una caída la cuchilla de su patín derecho le cortó el muslo izquierdo penetrando hasta el hueso del fémur. A pesar de penetrar hasta el hueso y necesitar 60 puntos de sutura, Celski pudo recuperarse a tiempo para los Juegos Olímpicos de Invierno de 2010 en Vancouver, donde ganó la medalla de bronce en los relevos masculinos de 1500 m y 5000 m.

## Libros sobre Heiden

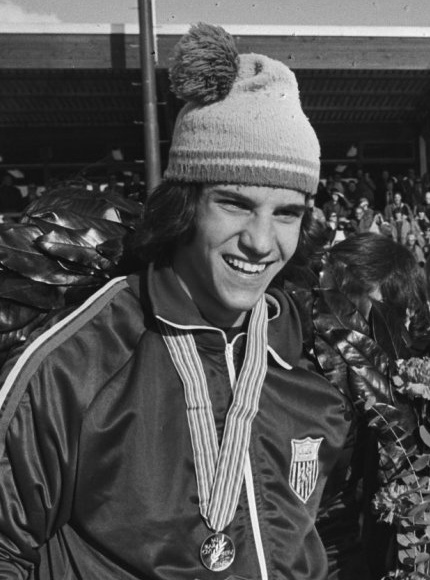
Eric Heiden, campeón del mundo en 1977.

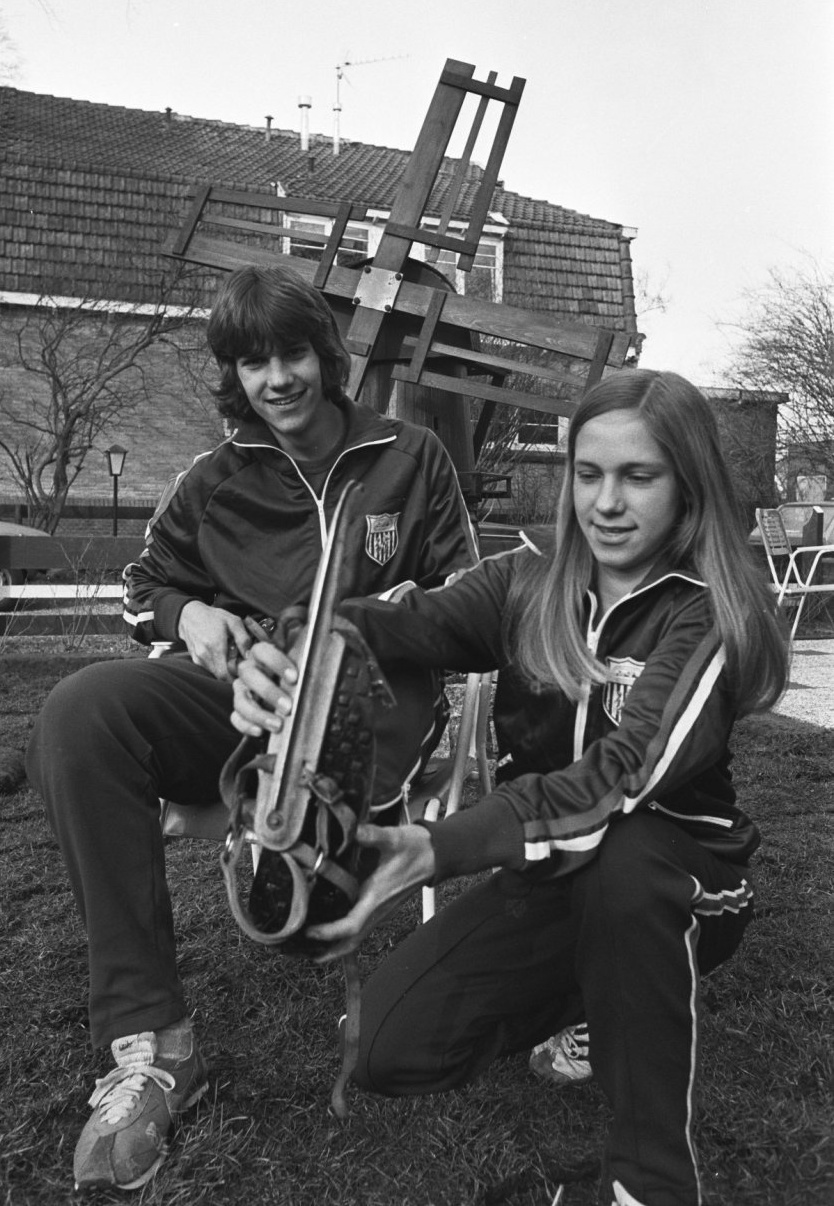
Eric y Beth Heiden en 1977.

- Wangrin, Mark (1990). "Eric Heiden: True Gold". In ESPN SportsCentury. New York: Hyperion-ESPN Books. pp. 252–3.